# Conflux
Conflux jest to drugi dodatek do kolekcjonerskiej gry karcianej Magic: the Gathering, którego akcja toczy się w uniwersum świata Alara. Premiera miała miejsce 6 lutego 2009 roku.

## Cechy rozszerzenia
Conflux kontynuuje nową politykę wydawniczą, wprowadzoną w Shards of Alara, mianowicie:
- Nowy system klasyfikacji kart ze względu na częstotliwość występowania (Mythic Rare, Rare, Uncommon, Common). 1 Mythic Rare (ang.Mitycznie Rzadki) na 8 boosterów, można je rozpoznać po pomarańczowym znaczku edycji na karcie.
- Intro pack który zastępuje wydawane wcześniej talie tematyczne. W skład Intro Packu wchodzi 41 wybranych kart, oraz 1 booster.
- Po raz pierwszy została wydrukowana karta przedstawiająca smoka Nicola Bolasa jako Planeswalkera (karta Nicol Bolas, Planeswalker). Wcześniej Nicol Bolas był wydany jako zwykły legendarny stwór. Koszt many obydwu wersji karty jest identyczny.

## Fabuła dodatku
Podzielona dotychczas Alara zaczyna się gwałtownie łączyć w jedną całość. Powoduje to konflikty wśród dotychczas rozdzielonych części.

## Mechaniki
Dodatek ten rozwija mechaniki wprowadzone w Shards of Alara:
- Unearth
- Exalted
- Devour

Wprowadza też jedną nową oraz jedną, zmodyfikowaną starszą:
- Domain - zdolność ta bierze pod uwagę liczbę różnych basic landów, które znajdują się pod kontrolą gracza używającego zdolności. Liczba ta, od 0 do 5 ma następnie wpływ na dalszą część zdolności.
- Basic landcycling - po zapłaceniu kosztu zdolności i odrzuceniu karty z tą zdolnością na cmentarz, możemy przeszukać swoją bibliotekę w poszukiwaniu basic landu. Następnie Tasujemy bibliotekę a ląd wkładamy do ręki.